# Martino di Bartolomeo
 (juillet 2025).
Pour les articles homonymes, voir Bartolomeo.

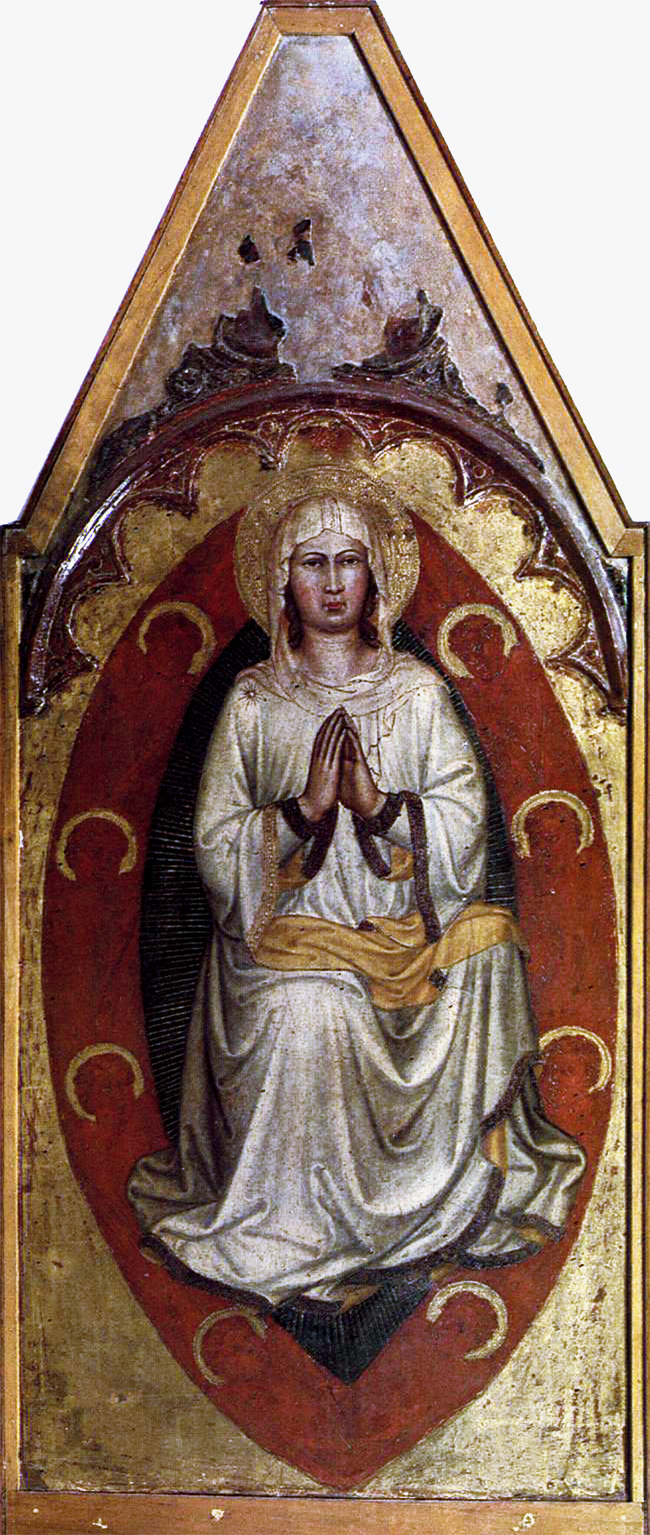
Assomption, Museo Diocesano, Cortone.

Martino di Bartolomeo ou Martino di Bartolomeo di Biago (1389 – 1435) est un peintre italien actif à la de la fin du XIVe  et au début du  XVe siècle, l'un des principaux artistes de l'école siennoise de sa génération, enlumineur et doreur de manuscrits entre 1389 et 1434.

## Biographie
Dans sa jeunesse, Martino di Bartolomeo collabore avec Giovanni di Pietro da Napoli (actif entre 1402 et 1405) à Pise.
Son style s'apparente de celui de l'atelier de Taddeo di Bartolo.
Il retourne définitivement à Sienne en 1405 et réalise diverses fresques au Duomo et au Palazzo Pubblico.

## Œuvres
- Assomption, Museo Diocesano, Cortone.
- Fresques (1398), Oratoire San Giovanni Battista de Cascina, près de Pise.
- Coronazione della Vergine, huile sur panneau (env. 1400), Musée d'art du comté de Los Angeles.
- Crucifixion (env. 1390), Lindenau Museum, Altenbourg.
- Evangelisti et d'autres personnages (1407-1408), voûte de la salle du Baillage au Palazzo Pubblico de Sienne[1].

## Sources
1. ↑  Luca Betti et Mauro Civai (trad. Costanza Resciniti), Le Palazzo Pubblico de Sienne et son Musée Communal, Sienne, Betti Editrice, 2016, 48 p. (ISBN 978-88-7576-213-1), p. 32

- (it) Cet article est partiellement ou en totalité issu de l’article de Wikipédia en italien intitulé « Martino di Bartolomeo » (voir la liste des auteurs).